# Odonellia eriocephala
Odonellia eriocephala là một loài thực vật có hoa trong họ Bìm bìm. Loài này được (Moric.) K.R. Robertson mô tả khoa học đầu tiên năm 1982.